# 星座號航空母艦
星座號航空母艦（USS Constellation CV-64），是美國海軍的航空母艦之一，为小鷹級航空母艦的2號艦，由布魯克林造船廠建造，採傳統動力設計，性能与小鹰号基本相同，也是美國海軍最後一批退役的傳統動力航空母艦。這艘軍艦屬於小鷹級航空母艦的一員，另外三艘同級艦分別為小鷹號（USS Kitty Hawk CV-63），美利堅號（USS America CV-66）及肯尼迪號（USS John F. Kennedy CV-67）。星座號退役后的懸缺，是由2003年开始服役的核子動力航空母艦雷根号（USS Ronald Reagan CVN-76）取代。

## 簡史
星座號航空母艦于1957年9月14日于紐約海軍船廠開工建造。星座號在建造過程中，曾發生火災，损坏嚴重。1960年10月8日下水，1961年10月1日建造完成，1961年10月27日服役。该舰服役后一直以加利福尼亚州的圣迭戈海军基地为母港。

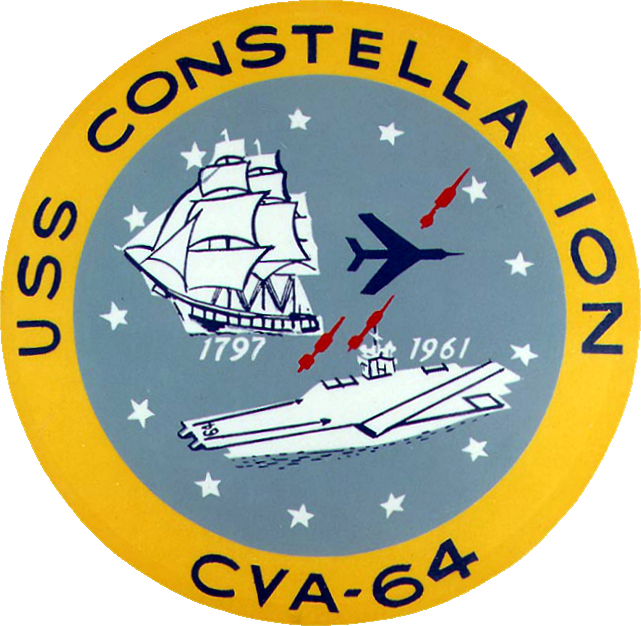
星座號航母的艦徽

服役后该舰隶属于美国太平洋舰队，舰上搭载第2舰载航空联队，常规情况下装备舰载机76架，通常由2艘导弹巡洋舰、3艘驱逐舰、1艘导弹护卫舰。2艘核潜艇和1艘快速战斗补给舰担负护航。
1964年8月4日美军挑起北部湾事件后，星座号航母便于次日出动舰载机轰炸北越，是美军发动全面越南戰爭后第一艘参战的攻击航母。
1975年6月30日，星座號被改装为多用途航母。在1990年7月到1993年3月3日于费城海军船厂根据美国海军舰艇延长服役年限计划进行改造檢修，使它的服役年限得以延长大约15年。原计划打算1998年取代部署在日本的独立号（USS Independence CV-62），但发现其状态比小鹰号差，舰体和设备的状况不是十分理想，美国海军决定缩短其服役年限，而計劃于2003年退役。尽管如此，改造后的星座号仍然是當時美国最先进的傳統動力航母之一。它配有全球卫星通信系统、自动鉴别和跟踪系统等先进设备。

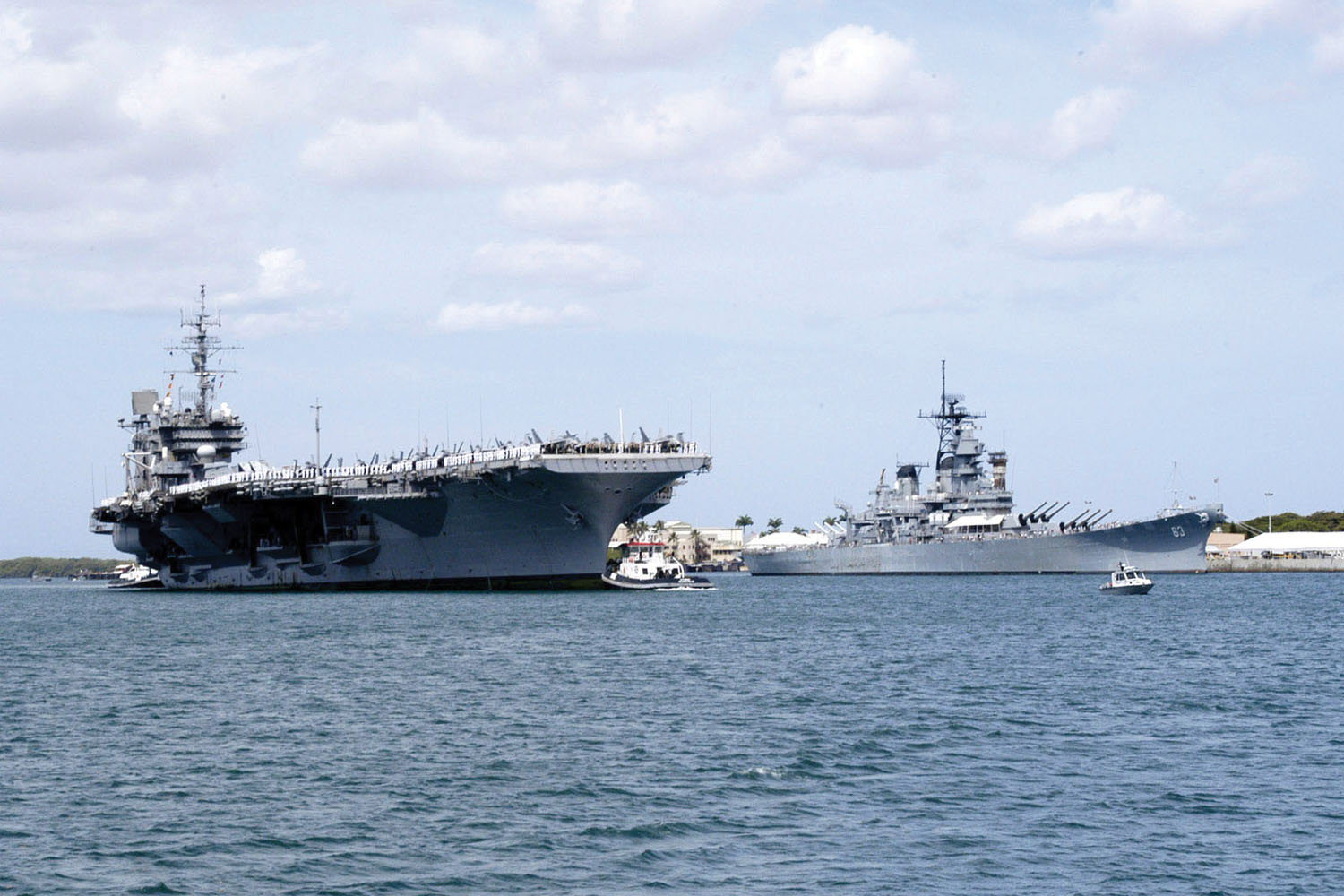
星座号航空母舰于珍珠港，遠處停泊的是密蘇里號戰艦。

2002年11月22日上午，以星座号航空母舰为首的美國航母战斗群被派往波斯灣參加美伊戰爭時途經香港维多利亚港，進行為期幾天的休整逗留及交流活動。

## 裝備配置及船體
星座號裝備了8聯裝「海麻雀」艦對空導彈發射裝置、「密集陣」近戰武器系統、SRBOC電子對抗誘餌發射裝置、SLQ-36「女水妖」拖曳式誘餌、SPS-49遠程對空搜索雷達、SPS-10F水面搜索雷達、TAS導彈瞄準系統、SPS-64導航雷錚琒PS-48E三維火力控制系統、Mk-95火力控制系統等武裝及雷達裝備。然而，星座號原先裝有2套小猎犬导弹发射装置（右侧舷装MKl0—3型，左侧舷装MKl0—4型）；后被“海麻雀”取代。
星座号、小鹰号和美利坚号航空母舰为福莱斯特级的第三代。与前两代相比，第三代的排水量和尺度较大，舱室布局、桥楼形状和位置、飞行甲板和机库也有所不同。封闭式球艏，微凸式方艉。斜角飞行甲板长约220米，宽与舰宽之比略小于1：2，下方有翅托支撑。桥楼尺度较小，靠近艉部（这与福莱斯特级各舰不同）。动力装置的布置与福莱斯特级相比，也更加靠近艉部，轴线因而较短整体结构更为合理，可为机库和飞机维修车间提供更多空间。舰体分成1，200个水密舱，安全性很好。各要害部位均有装甲。機庫至飛行甲板的升降机共有4部——3部位于右侧（桥楼前方2部，后方1部），1部位于艉部末端左侧。飛行甲板上装有4部长90米的C一13型蒸汽飞机弹射器，2部在艏部，另2部則在斜角甲板末端。

## 相關電影
星座號航空母艦曾出現於2001年的電影《珍珠港》。在電影中星座號航母扮演大黃蜂號航空母艦。場景為B-25米切爾型轟炸機從大黃蜂號起飛，執行空襲東京之任務。
2004年8月6日電影《Tiger Cruise》 (August 6, 2004)，劇情主要圍繞著星座號航母上展開。

## 外部連結
- 美國海軍官方網站 （页面存档备份，存于）
- 揭开美星座号航母的神秘面纱 （页面存档备份，存于）--人民網